# 大内曜
大内 曜（おおうち ひかる、1980年 - ）は、日本のキュレーター。

## 経歴
1980年、東京生まれ。
東京大学大学院人文社会系研究科修士課程修了。研究内容は「美術新論社洋画講習会と斎藤与里」。
武蔵野市立吉祥寺美術館（2013 - 2018）を経て、東京都美術館学芸員（2020 - ）。

## 企画
- 「いのちをうつす ―菌類、植物、動物、人間」と、コレクション展「動物園にて ―東京都コレクションを中心に」(2023〜2024、東京都美術館)[3]
- 「Everyday Life : わたしは生まれなおしている」(2021～2022、東京都美術館)[4]
- 「江上茂雄 風景日記」(2018、武蔵野市立吉祥寺美術館)[5]
- 「コンサベーション_ピース　ここからむこうへ　part A 青野文昭展　part B はな子のいる風景」(2017、武蔵野市立吉祥寺美術館)[6]